# Tomas - et barn du ikke kan nå
Tomas - et barn du ikke kan nå er en dansk dokumentarfilm fra 1980, som er skrevet og instrueret af Lone Hertz. Filmen følger skuespiller Lone Hertz og hendes fjortenårige handicappede søn Tomas Strøbye under en sommerferieuge i Skagen. Hertz tog selv initiativet til at lave filmen, der fik ordinær biografforevisning og blev set af mange. Hun ville skildre livet for mor og søn på Tomas' betingelser og tale for nødvendigheden af at gennemføre en integration af handicapverdenen og normalverdenen.